# Arts and Humanities Citation Index
L'Arts and Humanities Citation Index (AHCI), noto anche come Arts & Humanities Search , è una base di conoscenza, che indicizza gli articoli e gli  abstract di 1.700 riviste accademiche relative alle arti, alle discipline umanistiche, alle scienze naturali e sociali. L'edizione a stampa di AHCI si chiama Current Contents. Secondo Thomson Reuters, Arts & Humanities Search, è accessibile da Dialog, DataStar e OCLC, con aggiornamenti settimanali e record bibliografici risalenti fino al 1980.
L'indice fu sviluppato dall'Institute for Scientific Information, fondato da Eugene Garfield a Filadelfia nel 1960, e successivamente acquisito da Thomson Scientific, una delle cinque divisioni del gruppo The Thomson Corporation. Dai primi anni 2000, è pubblicato dalla divisione IP & Science di Thomson Reuters.

## Contenuto
Il database, accessibile tramite Web of Science, fornisce accesso alle informazioni bibliografiche correnti e retrospettive, oltreché ai riferimenti citati.
Le discipline coperte sono le seguenti: arte, lettere, lingue e linguistica, poesia e musica, opere classiche, storia, orientalistica, filosofia, archeologia, architettura, religione, radio, TV e teatro.

Arts and Humanities Citation Index indicizza articoli, lettere, editoriali, verbali di riunioni, errata corrige, poesie, racconti, opere teatrali, spartiti musicali, estratti di libri, cronologie, bibliografie e filmografie, nonché citazioni di recensioni di libri, film, musica e spettacoli teatrali, elementi estratti da 1.200 titoli, per la maggior parte formati da riviste d'arte e discipline umanistiche, ma con un numero non precisato di titoli di altre discipline.

## Reazioni
Lo studioso Rainer Enrique Hamel ha criticato l'indice di citazione Arts & Humanities perché privilegerebbe eccessivamente la produzione scientifica in lingua inglese. 

Prendendo in esame le pubblicazioni di lingua spagnola indicizzate nel 2006, Hamel riscontrò l'assurda che nell'indice erano presenti più pubblicazioni in lingua spagnola di autori con sede negli Stati Uniti che di qualsiasi altro Paese di lingua spagnola.